# Ppm

Simbolul ppm sau p/m (citit părți pe/per milion sau părți la milion) este un mod de exprimare a proporțiilor, de aceeași natură ca procentul și promila, dar folosit de obicei pentru fracțiuni foarte mici. De exemplu, dacă despre concentrația masică a dioxidului de carbon din atmosferă se spune că este de 417 ppm, asta înseamnă că într-un milion de grame (o tonă) de aer se găsesc 417 grame de CO2; exprimată în procente, această concentrație este de 0,0417%, dar o asemenea notație este mai puțin intuitivă decît 417 ppm și permite mai greu comparațiile.
Proporțiile exprimate în ppm pot reprezenta concentrații sau titluri de aliaje (cît dintr-un amestec este o substanță), variații (cu cît crește sau scade în timp o mărime), stabilități (cu ce amplitudine fluctuează o mărime), erori de măsură (cu cît se abate valoarea măsurată de la cea reală) etc. Simbolul ppm este adimensional și reprezintă numărul 0,000001 = 10−6. De aceea, concentrațiile exprimate în ppm trebuie să reprezinte un raport de unități de același fel, ca grame, moli sau metri cubi. Pentru a exprima în ppm o concentrație definită ca raportul dintre masă și volum, aceasta trebuie mai întîi convertită în concentrație masică, ținînd cont de densitatea amestecului.
Sistemul internațional de unități nu recunoaște unitatea ppm, dar aceasta este folosită frecvent în știință și tehnologie.
Pentru proporții și mai mici decît ppm se folosește adesea unitatea similară ppb, părți pe miliard (din engleză: parts per billion): 1 ppb = 10−9.